# Jade Parsons
Jade Mariah Parsons (ur. 6 listopada 1990) – kanadyjska zapaśniczka walcząca w stylu wolnym. Zajęła trzynaste miejsce na mistrzostwach świata w 2019. Brązowa medalistka igrzysk panamerykańskich w 2019. Wicemistrzyni panamerykańska w 2020. Złota medalistka igrzysk frankofońskich w 2017. Zajęła piąte miejsce w Pucharze Świata w 2018. 
Zawodniczka University of Regina w Regina.